# روس ويلكينز
روس ويلكينز هو محامي وقاضي وسياسي أمريكي، ولد في 19 فبراير 1799 في بيتسبرغ في الولايات المتحدة، وتوفي في 17 مايو 1872 في ديترويت في الولايات المتحدة. انتخب عضو مجلس نواب بنسيلفانيا ‏.